# ヨシガモ

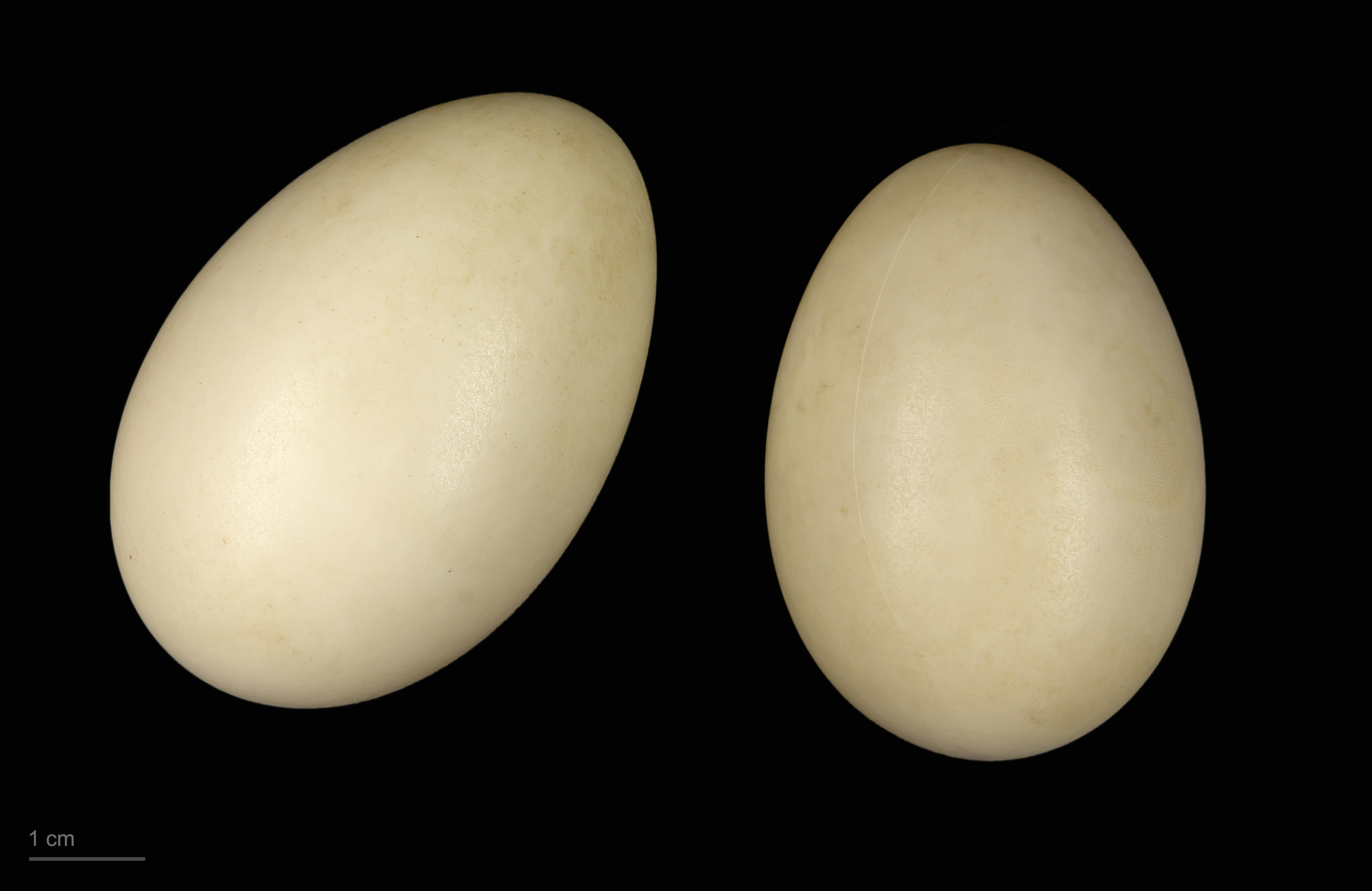
Anas falcata

ヨシガモ（葦鴨、Mareca falcata）は、カモ目カモ科ヨシガモ属に分類される鳥類。ミノガモ、ミノヨシとも呼ばれる。

## 分布
インド北部、タイ、大韓民国、中華人民共和国、朝鮮民主主義人民共和国、日本、バングラデシュ、ベトナム、ミャンマー、モンゴル、ラオス
中華人民共和国北東部、モンゴル、ウスリー、シベリアなどで繁殖し、冬季になると東南アジア、朝鮮半島、中華人民共和国南部などへ南下し越冬する。日本では冬季に越冬のため飛来し（冬鳥）、北海道では少数が繁殖する。

## 形態
全長オス54センチメートル、メス48センチメートル。翼長オス23-24.2センチメートル、メス22.5-23.5センチメートル。翼開張78-82センチメートル。体重0.4-0.8キログラム。次列風切の光沢（翼鏡）は緑色。
嘴は黒い。
卵は長径5.6センチメートル、短径3.9センチメートルで、殻は淡黄褐色。
繁殖期のオスは額から後頭、眼先、頬の羽衣が赤紫、眼から後頭の羽衣が緑色。喉の羽衣は白や淡黄色で、黒い首輪状の斑紋が入る。尾羽基部の下面を被う羽毛（下尾筒）は黒く、その側面には三角形の黄色い斑紋が入る。三列風切は長く湾曲し、黒く羽毛の外縁（羽縁）が白い。種小名falcataは「鎌状の」の意で、三列風切の形状に由来し英名と同義。非繁殖期のオス（エクリプス）やメスは全身の羽衣が褐色で、黒褐色の斑紋が入る。

## 生態
河川、湖沼などに生息し、冬季になると内湾などにも生息する。
食性は主に植物食で、種子、水生植物、海藻などを食べる。
繁殖形態は卵生。6-8月に水辺の茂みなどに枯れ草を組み合わせた巣を作り、6-9個の卵を産む。メスが抱卵し、抱卵期間は24-25日。

## 画像

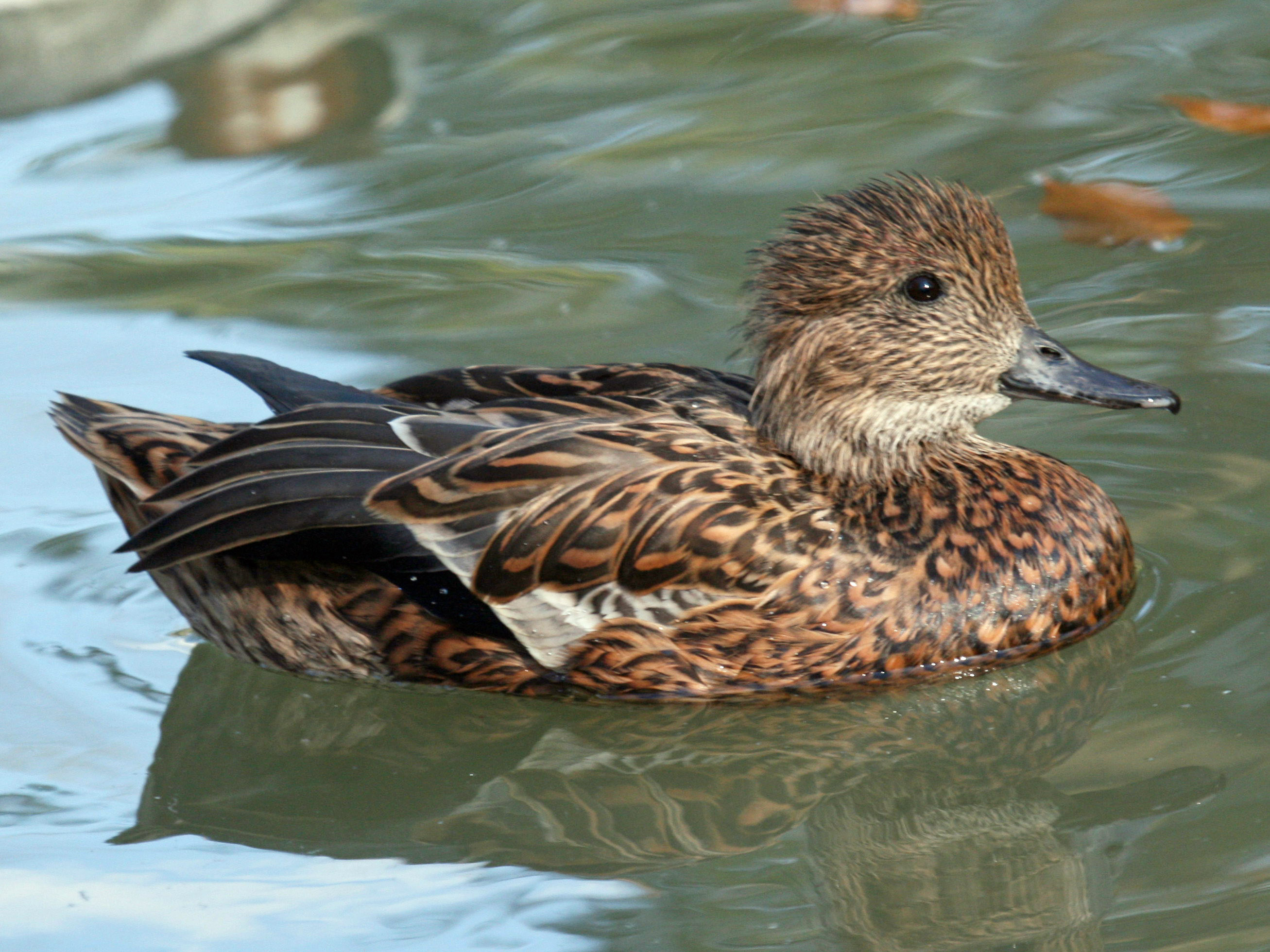
メス
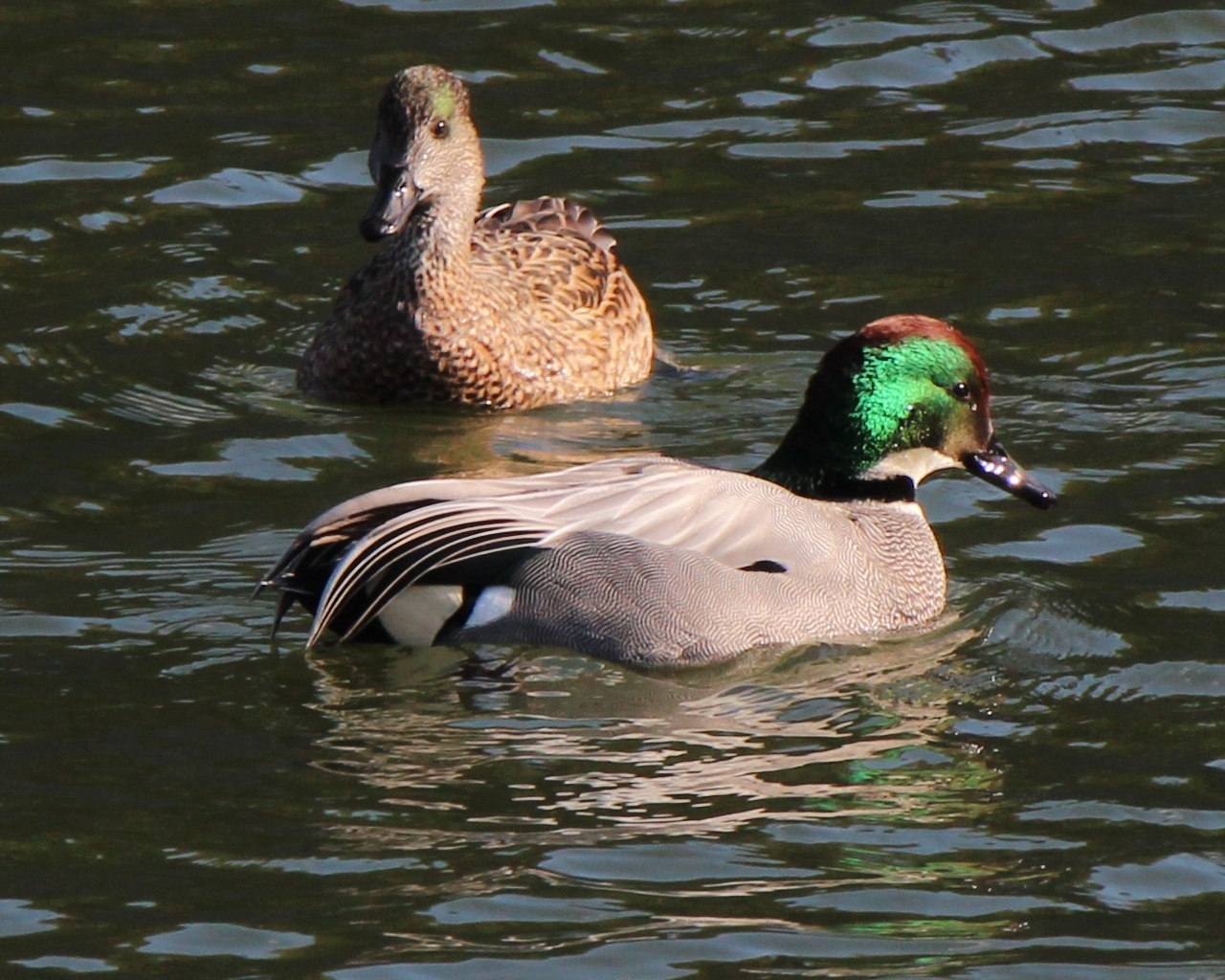
雌雄
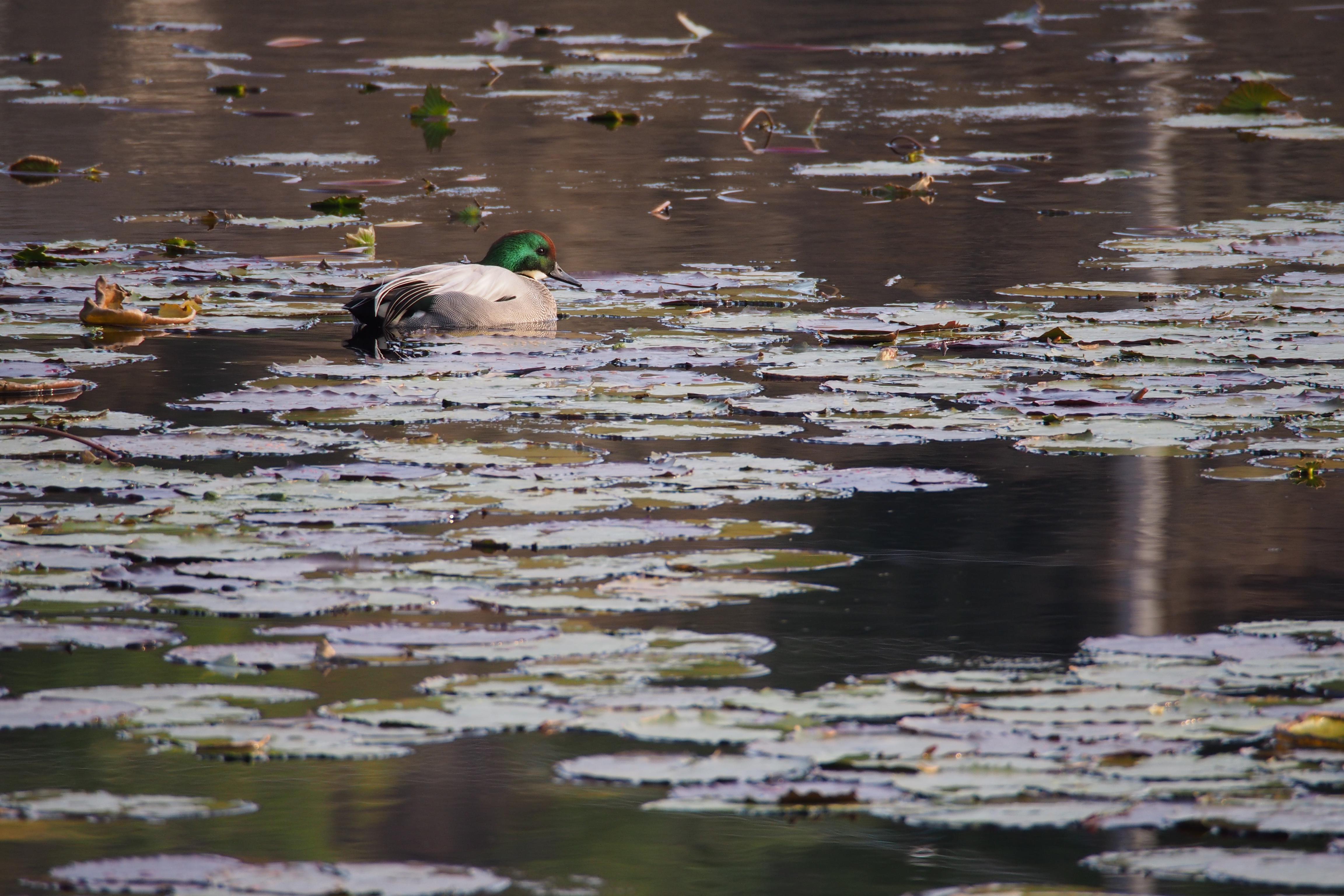
オス。河川や湖沼、港湾等に生息する。